# Jo Min-su
Jo Min-su (29 de enero de 1965) es una actriz surcoreana. Conocida por su premiada interpretación en la película Piedad.

## Carrera
En agosto del 2019 se anunció que se había unido al elenco del nuevo drama The Cursed, donde interpreta el personaje de Jin Kyung, una chamana que es también la jefa de una empresa de consultoría espiritual, subsidiaria del conglomerado industrial Forest.

## Filmografía

### Cine
| Año  | Título                            | Papel               | Ref.  |
| ---- | --------------------------------- | ------------------- | ----- |
| 1986 | Chung: Blue Sketch                | Yu-mi               |       |
| 1986 | Son of God                        | Jeon Bo-bae         |       |
| 1990 | I'm Gonna Do Something Shocking   | Jang-mi             |       |
| 1995 | Man?                              | Mi-ah               |       |
| 2005 | Boy Goes to Heaven                | (cameo)             |       |
| 2012 | Pietà                             | Jang Mi-sun         |       |
| 2014 | Venus Talk                        | Lee Hae-young       |       |
| 2014 | The Stone                         | Lee Tae-sam (cameo) |       |
| 2018 | The Witch: Part 1. The Subversion | Dr. Baek            |       |
| 2022 | The Witch : Part 2. The Other One | Dr. Baek            | [ 5 ] |
| 2023 | 30 Days                           | Bo-bae              | [ 6 ] |

### Series de televisión
| Año       | Título                                                             | Papel          | Red  | Ref.        |
| --------- | ------------------------------------------------------------------ | -------------- | ---- | ----------- |
| 1986      | TV Literature "Fire"                                               |                |      |             |
| 1986      | TV Literature "Tale of a Mad Painter"                              |                | KBS1 |             |
| 1986      | 이화에 월백하고                                                    |                |      |             |
| 1986      | Rich Artifacts                                                     |                |      |             |
| 1987      | TV Literature "Stairway of Green"                                  |                |      |             |
| 1987      | Door of Desire                                                     | Tan-sil        | KBS2 |             |
| 1987      | 시냇물 흘러흘러 어디로 가나                                        |                |      |             |
| 1988      | Sun Rising Over the Hill                                           |                |      |             |
| 1988      | Punggaek                                                           | Park Da-som    | KBS2 |             |
| 1989      | Wang Rung's Family                                                 |                | KBS2 |             |
| 1989      | Mount Jiri                                                         | Soon-yi        | KBS1 |             |
| 1989      | Merry Go Round                                                     |                |      |             |
| 1989      | Moonlight Family                                                   | Young-sook     | KBS2 |             |
| 1990      | Pacheonmu                                                          | Yeon-shil      | KBS2 |             |
| 1990-1998 | Love on a Jujube Tree                                              | Myo-soon       | KBS1 |             |
| 1991      | MBC Best Theater "A Midsummer Night's Dream - Desert Island Blues" | Baek Hye-young | MBC  |             |
| 1992      | TV Literary Theater "Doll Making"                                  | Min Young-joo  | KBS1 |             |
| 1992      | 백번 선본 여자                                                     | Jae-hee        | KBS2 |             |
| 1992      | Wind Blowing in the Woods                                          | Yoo Mi-sun     | KBS2 |             |
| 1993      | Mountain Wind                                                      | Choi Yoon-hwa  | MBC  |             |
| 1993      | Lovers                                                             | Hye-in         | KBS2 |             |
| 1993      | Marriage                                                           | Na Seo-young   | SBS  |             |
| 1995      | Sandglass                                                          | Sun-young      | SBS  |             |
| 1995      | Asphalt Man                                                        | Bae Jong-ok    | SBS  |             |
| 1996      | Until We Can Love                                                  | KBS2           |      |             |
| 1996      | MBC Best Theater "Seranade for Yeo-woon"                           | Jung-hoo       | MBC  |             |
| 1997      | MBC Best Theater "Changing Partners"                               | Ae-ri          | MBC  |             |
| 1997      | Love and Farewell                                                  | Kang Min-joo   | MBC  |             |
| 1999      | House Above the Waves                                              | So-ran         | SBS  |             |
| 1999      | Happy Together                                                     | Seo Chan-joo   | SBS  |             |
| 2000      | The Aspen Tree                                                     | SBS            |      |             |
| 2000      | Fireworks                                                          | Heo Min-kyung  | SBS  |             |
| 2001      | Piano                                                              | Shin Hye-rim   | SBS  |             |
| 2002      | My Name Is Princess                                                | Choi Hwa-young | MBC  |             |
| 2002      | Great Ambition                                                     | Dan-ae         | SBS  |             |
| 2002      | Ice Flower                                                         | Shin Young-joo | SBS  |             |
| 2004      | Proposal                                                           | Han Kyung-hee  | SBS  |             |
| 2009      | Will It Snow for Christmas?                                        | Cha Chun-hee   | MBC  |             |
| 2011      | My Daughter the Flower                                             | Jang Soon-ae   | SBS  |             |
| 2013      | Goddess of Marriage                                                | Song Ji-sun    | SBS  |             |
| 2020      | The Cursed                                                         | Jin Kyung      | tvN  |             |
| 2025      | Riding Life                                                        | Yoon Ji-ah     | ENA  | [ 7 ] [ 8 ] |